# Sergio Grieco
Sergio Grieco, född 13 januari 1917 i Codevigo, Veneto, död 30 mars 1982 i Rom, var en italiensk filmregissör och manusförfattare.

## Filmografi i urval
- 1943 – Köttets lust (manus)
- 1959 – Blixtrande värjor kring Lucretia Borgia (regi)
- 1960 – Salambò (regi)
- 1965 – Agent 077 - operation Bloody Mary (regi)
- 1965 – Agent 077 operation Istanbul (regi)
- 1967 – Argoman - superfantomen (regi)
- 1967 – Rapporto Fuller, base Stoccolma (regi)
- 1974 – The Sinful Nuns of St. Valentine (regi)
- 1977 – La belva col mitra (regi)
- 1977 – Inglorious Bastards (manus)